# Germknödel

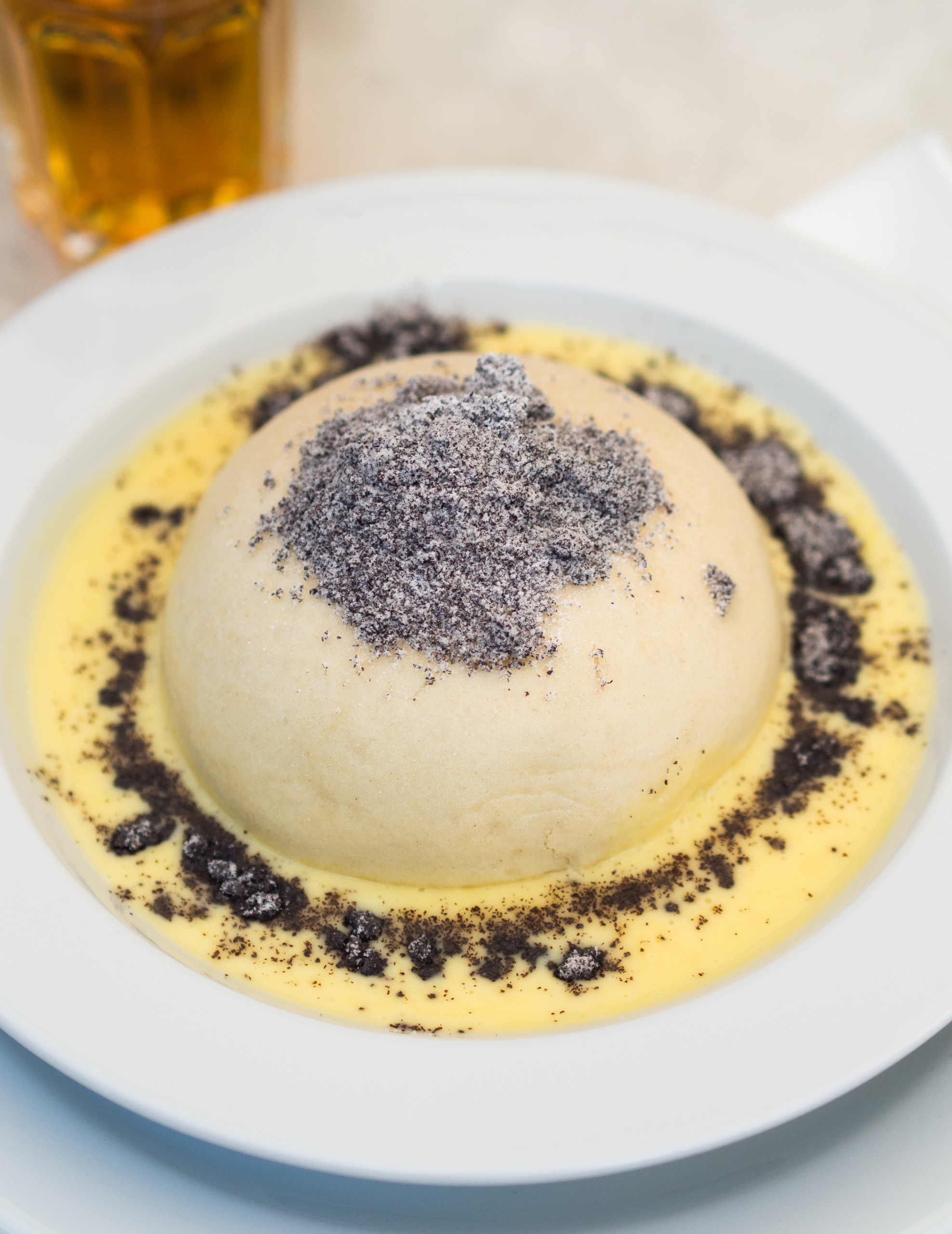
Germknödel met vanillesaus

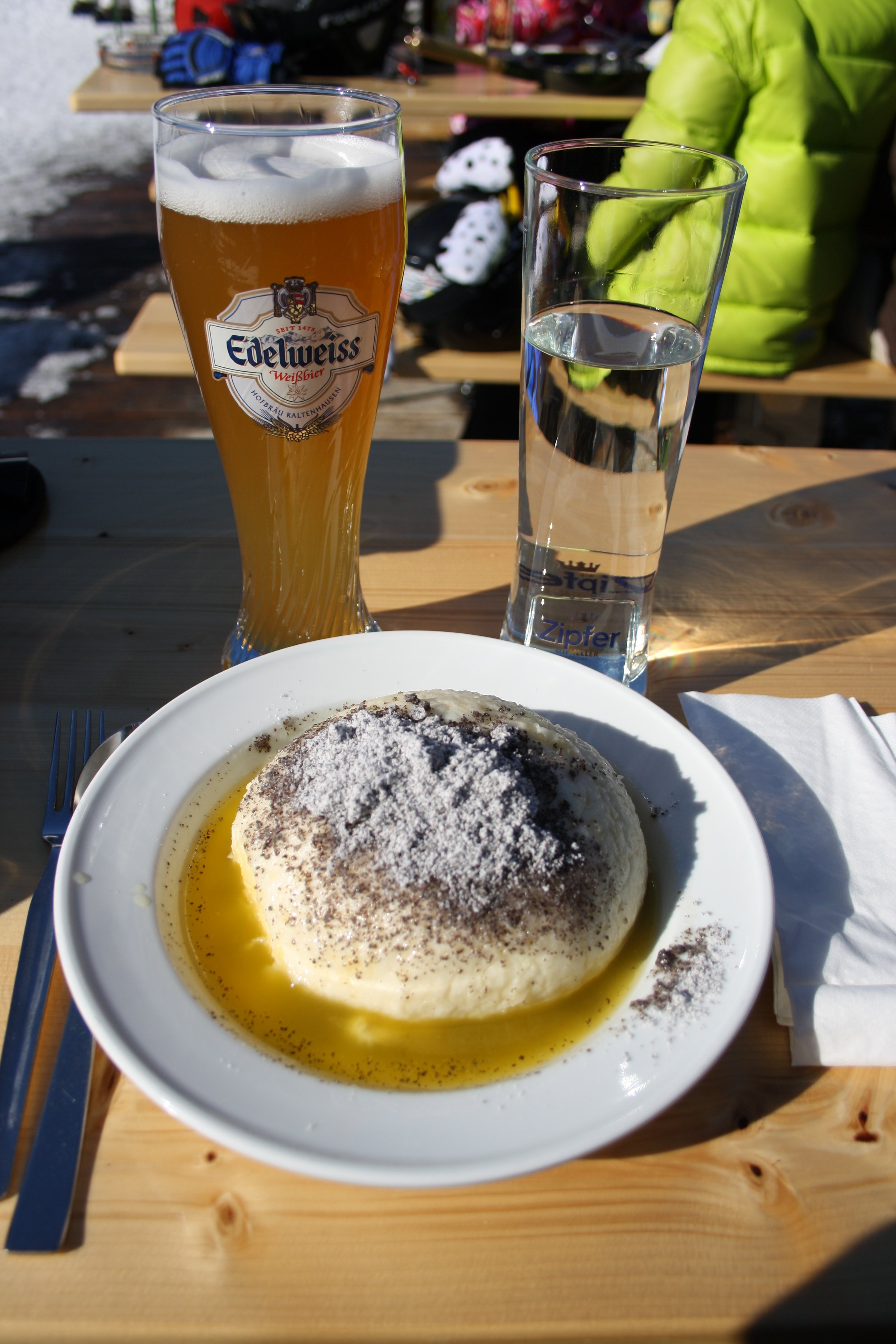
Germknödel met boter

Germknödel (letterlijk: gistnoedel) is een deegspecialiteit uit Oostenrijk en het zuiden van Duitsland. 
Het is een grote, kogelvormige knödel van brooddeeg gevuld met powidl (pruimencompôte). Vlak voor het serveren wordt de knödel met gesmolten boter overgoten en met een mix van geraspt blauwmaanzaad en poedersuiker bestrooid. Er is ook een variant met boter en vanillesaus. Germknödel worden altijd warm geserveerd.
Germknödels worden in zout water gekookt (ongeveer 5 minuten) of boven kokend water gestoomd.